# Tunnel d'Eiksund

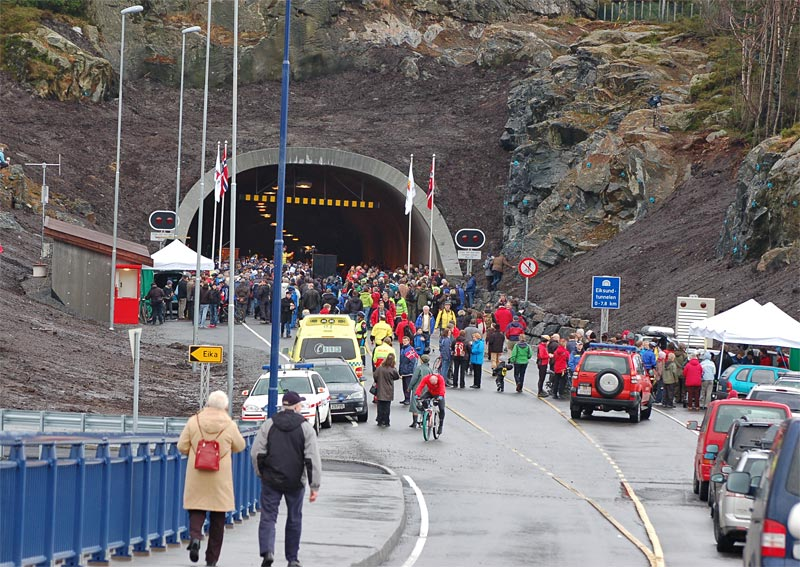

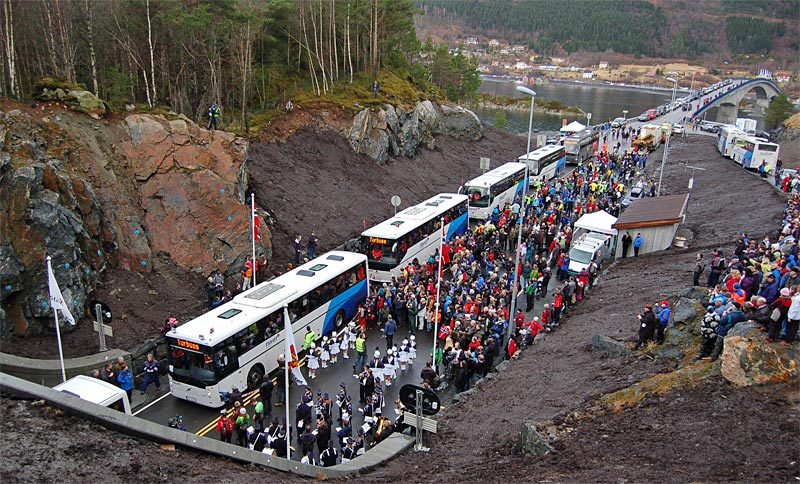
Photo de la cérémonie d'inauguration

Le tunnel d'Eiksund est un tunnel routier près de  Volda dans le  comté de Møre og Romsdal en Norvège. Il dessert la municipalité d'Herøy, Sande, Ulstein et Hareid soit environ 22 000 habitants.

## Caractéristiques
Le tunnel mesure 7 765 mètres de long et plonge à 287 mètres sous le niveau de la mer, c'est le tunnel sous-marin le plus profond du monde. 

Il a été percé en mai 2006 mais n'a été ouvert au trafic que le 23 février 2008. L'ensemble du projet inclut un pont de 405 mètres et un autre tunnel de 1 160 mètres.

## Source
- (en) Cet article est partiellement ou en totalité issu de l’article de Wikipédia en anglais intitulé « Eiksund Tunnel » (voir la liste des auteurs).